# Marshall Plumlee
Marshall Harrison Plumlee (West Lafayette, 14 de julho de 1992) é um jogador estadunidense de basquete profissional que atualmente está sem clube, sendo que já jogou pelo New York Knicks, disputando a National Basketball Association (NBA).